# David Hasselhoff
David Hasselhoff (polno ime David Michael Hasselhoff), ameriški filmski in televizijski igralec ter pevec, *17. julij 1952, Baltimore, Maryland, Združene države Amerike.
David Hasselhoff, z vzdevkom "The Hoff", je ameriški filmski in televizijski igralec, pevec, producent in poslovnež, ki je vpisan v Guinnessovo knjigo rekordov kot najbolj gledana oseba na televiziji. Najprej je postal prepoznaven po vlogi v The Young and The Restless, kjer je igral doktorja Snapperja Fosterja. Njegova kariera je dosegla vzpon in vrhunec z glavnima vlogama v serijah Vitez za volanom, kjer je upodobil Michaela Knighta, in Obalna straža, kjer je igral Mitcha Buchannona. Slednjo je tudi produciral od devetdesetih let, pa vse do konca serije leta 2001. Igral je tudi v filmih Click, Dodgeball, The SpongeBob SquarePants Movie in Hop. Leta 2000 se je prvič pojavil tudi v muzikalu Jekyll & Hyde. Pozneje je zaigral še v drugih muzikalih, vključno s Chicago and The Producers.

## Zgodnje življenje
David Hasselhoff se je rodil v Baltimoru v Marylandu 17. julija 1952 kot sin gospodinje Dolores Theres (rojene Mullinex oziroma Mullinix, umrla je 11. februarja 2009) in poslovneža Josepha Vincenta Hasselhoffa. Izhaja iz katoliške družine z nemškimi, irskimi in angleškimi koreninami. Njegova pra-prababica Meta je emigrirala s svojo družino v Baltimore iz Völkersna v Nemčiji, ki se nahaja okoli 30 km iz Bremna, leta 1865.
Zgodnja leta je preživel v Jacksonvillu na Floridi, kasneje pa je živel v Atlanti v Georgii, kjer je obiskoval Marist High School. Hasselhoff je svoj gledališki debi doživel pri sedmih letih v predstavi Peter Pan. Od takrat naprej je v njem tlela želja, da bi si ustvaril kariero na Broadwayu. Srednjo šolo, Lyons Township High School, je zaključil v La Grangeu v Illinoisu leta 1970. Med drugim je bil na šoli kapetan odbojkarske ekipe, odigral pa je tudi več vlog v različnih predstavah, med drugim glavno vlogo Matta v predstavi The Fantasticks. Študiral je na univerzi Oakland, diplomiral pa na California Institute of the Arts.

## Zgodnja kariera
David Hasselhoff je upodobil doktorja Snapperja Fosterja v seriji The Young and the Restless v letih 1975-1982. Leta 1979 je zaigral v filmu Starcrash, kjer je upodobil lik Simona. Pevsko kariero je začel z gostovanji v prvi sezoni otroškega programa Kids Incorporated z izvajanjem skladbe Do You Love Me. Kot gost se je pojavil tudi v dveh epizodah serije Diff'rent Strokes in v nadaljevanki Santa Barbara leta 1984, kjer je zaigral samega sebe.

### Vitez za volanom
Predsednik televizijske hiše NBC Brandon Tartikoff je povabil Hasselhoffa, da bi odigral glavno vlogo Michaela Knighta v znanstveno fantastični seriji Vitez za volanom, ki so jo predvajali med letoma 1982 in 1986. Sam je pozneje o tej seriji dejal, da je bila pravi fenomen, večji, kot je kdajkoli bila Obalna straža. Uspeh serij je pripisal dejstvu, da je v obeh šlo za reševanje, ne jemanje življenj. To ne drži povsem, saj je nekaj oseb v zgodbi serij kljub temu umrlo.
Hasselhoff je igranje v seriji Vitez za volanom označil za težje od drugih, saj je v tej moral govoriti z avtom. Vloga mu je prinesla nagrado People's Choice Award za najbolj popularnega igralca. Še danes, več kot 30 let po koncu predvajanja serije, se ta še vedno predvaja v različnih državah po vsem svetu.

### Obalna straža
Hasselhoff se je vrnil na televizijo v seriji Obalna straža, ki je bila premierno predvajana leta 1989. Že po prvi sezoni so prekinili snemanje, vendar je Hasselhoff verjel, da ima serija potencial, zato je vložil lasten denar za oživitev serije, pri kateri je sodeloval tudi kot izvršni producent. Od televizijske hiše NBC je odkupil tudi licenčne pravice za serijo.
Naložba se je pokazala za izjemno uspešno. Obalna straža se je predvajala kar 11 let in od devetdesetih do zaključka leta 2001 jo je spremljala skoraj milijarda gledalcev v 140 državah, kar je potrdilo Hasselhoffov status med svetovnimi televizijskimi osebnostmi tega obdobja. Ta uspeh mu je ob avtorskih honorarjih navrgel več kot 100 milijonov dolarjev.
Leta 1991 je ponovno nastopil kot Michael Knight v televizijskem filmu Vitez za volanom 2000, ki naj bi služil kot uvod v nadaljevanje serije. Kljub visokim ocenam so načrt o nadaljevanju snemanja te legendarne serije opustili.
Leta 1996 je Hasselhoff dobil svojo zvezdo na hollywoodskem pločniku slavnih. Naslednje leto je posnel duet s filipinsko pevko Regine Velasquez, ki so ga uporabili kot glavno temo za film Legacy leta 1998. Na Broadwayu je debitiral leta 2000 v naslovni vlogi v igri Jekyll & Hyde. Avgusta 2001 je vodil prireditev v Los Angelesu, ki so jo pripravili ob rekordni prodaji več kot 30 milijonih plošč skupine Renegade. Na oder je stopil tudi sam in zapel v španščini. Tri mesece, začenši s 16. julijem 2004, je igral glavno vlogo v londonski izvedbi muzikala Chicago.
David Hasselhoff je nastopil v vrsti filmov, v katerih je odigral samega sebe. 19. novembra 2004 je bila premiera filma The SpongeBob SquarePants Movie, v katerem je upodobil samega sebe v vlogi Mitcha Buchanona iz Obalne straže. V filmu spozna Spužija Kvadratnika in Patrika, enkrat v filmu pa je poimenovan kot Hasselhoff. Na kratko se je pojavil tudi v filmu DodgeBall: True Underdog Story kot trener nemške državne ekipe, imenovane Team Hasselhoff. Po izpadu svoje ekipe je zaklical: »Ihr seid alle Schweine!« (»Vsi ste prašiči!« - znana nemška žaljivka) in razbil fotografijo samega sebe iz serije Obalna straža. V filmu EuroTrip iz leta 2004 se pojavlja v umivalnici. V filmu Click iz leta 2006 je igral šefa glavnega igralca Adama Sandlerja. Hasselhoff se je pojavil tudi v eni epizodi serije Wildboyz. Leta 2007 je zaigral v komediji Kickin 'It Old Skool, kjer je glavno vlogo odigral Jamie Kennedy.
V videospotu za skladbo Jump in My Car je Hasselhoff naredil parodijo na svoj lik Michaela Knighta iz serije Vitez za volanom. Uporabljen avto je bil črni Pontiac Trans Am z utripajočimi LED lučmi in notranjostjo, ki je bila skoraj enaka kot tista v avtomobilu KITT iz serije. Video so posneli v Sydneyju v Avstraliji in so zato uporabili avtomobil z volanom na desni strani. Vozilo je vsebovalo tudi katapultni sedež, kakor ga je imel tudi KITT.
Novembra 2006 je Mel Brooks objavil, da bo Hasselhoff nastopil v vlogi Rogerja DeBrisa, direktorja nacističnega glasbenega festivala za Hitlerja. Muzikal z naslovom The Producers so producirali v Las Vegasu.
Leta 2006 je Hasselhoff postal sodnik v šovu Amerika ima talent. Sodeloval je v prvih štirih sezonah ob Sharon Osbourne in Piersu Morganu. Na finalu šova leta 2007 je zapel pesem This is the Moment. Za peto sezono ga je zamenjal komedijant Howie Mandel.

## Glasbena kariera

### Looking for Freedom
Njegova glasbena kariera se je začela v poznih osemdesetih z izidom albuma Looking for Freedom, ki je v Evropi postal trikrat platinast. Leta 1989 se je naslovna skladba uvrstila na prvo mesto nemške lestvice. Za silvestrovo 1989 je bil povabljen, da skladbo izvede na mestu, kjer je nekaj dni prej padel berlinski zid. Nastop je uspel in imel trajen vpliv na nemško pop kulturo, lahko pa bi se razpletlo tudi drugače. Med nastopom ga je namreč skorajda zadela petarda, ki jo je nekdo iz množice vrgel proti njemu. Za las ga je zgrešila in po nekaj sekundah počila nedaleč stran od njega. Hasselhoff je sam pozneje komentiral, da je pesem Looking for Freedom postala himna in pesem upanja za ljudi v Vzhodni Nemčiji. Leta 2004 je obžaloval pomanjkanje fotografij samega sebe v Checkpoint Charlie muzeju v Berlinu.

## Zasebno življenje
Septembra 2006 je v Veliki Britaniji izšla Hasselhoffova avtobiografija Making Waves. V intervjuju aprila istega leta je obljubil, da bo knjiga predstavila "zadnje poglavje" osebnega življenja, vključno s spornimi zadevami.
Od leta 2013 se dobiva s Hayley Roberts iz Glynneatha v Walesu. Hasselhoff je ljubitelj valižanske ragbi zveze in se skupaj z Robertsovo redno udeležuje ragbi tekem v Walesu.
Novembra 2015 je Hasselhoff objavil video na YouTubu, v katerem je povedal, da je spremenil svoje ime v David Hoff. Pozneje se je izkazalo, da tega ni storil in da je bil video odlomek iz prihajajoče oglaševalske akcije.
Proti koncu leta 2015 se je po ogledu Glasgowa izrekel za podpornika škotske nogometne ekipe Partick Thirstle F. C.
Trenutno živi v južni Kaliforniji z dvema hčerkama, petimi psi in drugimi hišnimi ljubljenčki.

### Družina
David Hasselhoff se je 24. marca 1984 poročil z igralko Catherine Hickland, ki je ob njem zaigrala v nekaj epizodah serije Knight Rider. V 4. sezoni te serije v epizodi "The Scent of Roses", ki je bila premierno predvajana 3. januarja 1986, sta za potrebe serije uprizorila svojo poroko. Ločila sta se 1. marca 1989.
Decembra 1989 se je Hasselhoff poročil z igralko Pamelo Bach. V zakonu sta se jima rodili dve hčerki, obe igralki: 5. maja 1990 Taylor Ann Hasselhoff in 28. avgusta 1992 Hayley Hasselhoff. Januarja 2006 je Hasselhoff vložil zahtevek za ločitev zaradi nepremostljivih razlik. Ločitev je stopila v veljavo avgusta istega leta. Bachova je dobila skrbništvo nad eno hčerko, Hasselhoff pa nad drugo. Pozneje je dobil skrbništvo nad obema hčerkama.

### Alkoholizem
3. maja 2007 je v javnost prišel domači video, na katerem je Hasselhoff očitno opit, celo že v stanju stuporja. Video je posnela hči Taylor Ann, ki na posnetku govori: »Povej mi, da boš nehal, povej mi, da boš nehal.« Hči obenem opozori očeta, da bi to lahko ogrozilo njegov položaj v filmski industriji. Hasselhoff je pozneje izjavil, da ga je hči posnela, da bi lahko videl svoje obnašanje v vinjenem stanju in da je posnetek namerno prišel v javnost. Kot rezultat objave je sodišče 7. maja 2007 Hasselhoffu prekinilo stike s hčerkama. Po dveh tednih so potrdili pristnost posnetka. Maja 2009 je Hasselhoffov odvetnik Mel Goldsman svojega klienta označil za zdravljenega alkoholika.

## Filmografija
| Leto | Naslov                                 | Vloga                         | Opomba                                                        |
| ---- | -------------------------------------- | ----------------------------- | ------------------------------------------------------------- |
| 1975 | The Lion Roars Again                   | model                         | kratki promocijski video                                      |
| 1976 | Revenge of the Cheerleaders            | Boner                         | drug naslov Caught With Their Pants Down                      |
| 1979 | Starcrash                              | Simon                         |                                                               |
| 1988 | Starke Zeiten                          | David                         | film v nemškem jeziku, angleški naslov Strong Times           |
| 1988 | Three Crazy Jerks II                   |                               |                                                               |
| 1988 | Witchery                               | Gary                          |                                                               |
| 1989 | Bail Out                               | Roger "White Bread" Donaldson |                                                               |
| 1990 | The Final Alliance                     | Will Colton                   |                                                               |
| 1992 | Neon City                              |                               |                                                               |
| 1995 | Baywatch the Movie: Forbidden Paradise | Mitch Buchannon               | Direct to video (film, ki najprej izide na kaseti ali DVD-ju) |
| 1996 | Dear God                               | Igral samega sebe             |                                                               |
| 1998 | Baywatch: White Thunder at Glacier Bay | Mitch Buchannon               | Direct to video (film, ki najprej izide na kaseti ali DVD-ju) |
| 1998 | Legacy                                 | Jack Scott                    |                                                               |
| 1999 | The Big Tease                          | Igral samega sebe             |                                                               |
| 2000 | The Target Shoots First                | Igral samega sebe             |                                                               |
| 2000 | Welcome to Hollywood                   | Igral samega sebe             |                                                               |
| 2001 | Jekyll & Hyde                          |                               |                                                               |
| 2002 | The New Guy                            | Igral samega sebe             |                                                               |
| 2003 | Fugitives Run                          | Clint                         |                                                               |
| 2004 | DodgeBall: A True Underdog Story       | Igral samega sebe             |                                                               |
| 2004 | A Dirty Shame                          | Igral samega sebe             |                                                               |
| 2004 | The SpongeBob SquarePants Movie        | Igral samega sebe             |                                                               |
| 2004 | EuroTrip                               |                               |                                                               |
| 2006 | Click                                  | John Ammer                    |                                                               |
| 2007 | Kickin' It Old Skool                   | Igral samega sebe             |                                                               |
| 2011 | Fuga de cerebros 2                     |                               |                                                               |
| 2011 | Hop                                    | Igral samega sebe             |                                                               |
| 2012 | Piranha 3DD                            | Igral samega sebe             |                                                               |
| 2012 | Keith Lemon: The Film                  | Igral samega sebe             |                                                               |
| 2014 | Stretch                                | Igral samega sebe             |                                                               |
| 2015 | Ted 2                                  | Igral samega sebe             | Izbrisan prizor                                               |
| 2015 | Alleluia! The Devil's Carnival         | Dizajner                      | Izvajal je skladbo Only By Design                             |
| 2017 | Guardians of the Galaxy Vol. 2         | Igral samega sebe             |                                                               |

## Televizija in internet
| Leto       | Naslov                                        | Vloga                            | Opomba                                                                                |
| ---------- | --------------------------------------------- | -------------------------------- | ------------------------------------------------------------------------------------- |
| 1975–1982  | The Young and the Restless                    | Dr. William "Snapper" Foster Jr. | Glavna vloga (1975–82), upodobil ga je tudi leta 2010.                                |
| 1976       | Griffin and Phoenix: A Love Story             |                                  |                                                                                       |
| 1979       | Pleasure Cove                                 | Scott                            | Predstavitvena epizoda za serijo, ki je pozneje niso posneli.                         |
| 1980       | Semi-Tough                                    | Prince Simon                     | Predstavitvena epizoda za serijo, ki je pozneje niso posneli.                         |
| 1981       | The Love Boat                                 | Brian / Tom Bell                 |                                                                                       |
| 1982-1986  | Vitez za volanom                              | Michael Knight                   | Glavna vloga                                                                          |
| 1984       | Diff'rent Strokes                             | Igral samega sebe                | Gostujoči igralec                                                                     |
| 1984       | The Cartier Affair                            | Curt Taylor                      | Televizijski film                                                                     |
| 1985       | Bridge Across Time                            | Don Gregory                      | Televizijski film                                                                     |
| 1988       | Perry Mason: The Case of the Lady in the Lake | Bill Travis                      | Televizijski film                                                                     |
| 1989–2000  | Obalna straža                                 | Mitch Buchannon                  | Glavna vloga                                                                          |
| 1989       | Fire and Rain                                 | Dr. Dan Meyer                    | Televizijski film                                                                     |
| 1991       | Knight Rider 2000                             | Michael Knight                   | Televizijski film, prvotno mišljen kot uvodna epizoda za nadaljevanje snemanja serije |
| 1992       | The Bulkin Trail                              | Michael Bulkin                   | Kratki film                                                                           |
| 1992       | Ring of the Musketeers                        | John Smith D'Artagnan            | Televizijski film                                                                     |
| 1994       | Avalanche                                     | Duncan Snyder                    | Televizijski film                                                                     |
| 1995–1997  | Baywatch Nights                               | Mitch Buchannon                  | Glavna vloga                                                                          |
| 1996       | Gridlock                                      | Jake Gorsky                      | Televizijski film                                                                     |
| 1997       | Night Man                                     | Katrinin asistent                | 1 epizoda                                                                             |
| 1998       | Nick Fury: Agent of S.H.I.E.L.D.              | Kolonel Nick Fury                | Televizijski film                                                                     |
| 2000       | One True Love                                 | Mike Grant                       | Televizijski film                                                                     |
| 2000       | Whose Line Is It Anyway?                      |                                  | Gostujoči igralec v 1 epizodi                                                         |
| 2001       | Shaka Zulu: The Citadel                       | Mungo Prentice                   | Televizijski film                                                                     |
| 2003       | Baywatch: Hawaiian Wedding                    | Mitch Buchannon                  | Televizijski film                                                                     |
| 2006       | Still Standing                                | Gary Maddox                      |                                                                                       |
| 2006       | Wildboyz                                      |                                  | Gostujoči igralec                                                                     |
| 2006–2009  | America's Got Talent                          |                                  | Sodnik                                                                                |
| 2006–2012  | Robot Chicken                                 | različne vloge                   | 4 epizode                                                                             |
| 2008       | Vitez za volanom                              | Michael Knight                   | Televizijski film                                                                     |
| 2008       | Anakonda 3: Potomstvo                         | Hammett                          | Televizijski film                                                                     |
| 2009       | The Hoff: When Scott Came to Stay             |                                  |                                                                                       |
| 2009       | Meet the Hasselhoffs                          |                                  | Televizijski šov                                                                      |
| 2010       | The Hasselhoffs                               |                                  | Televizijski šov                                                                      |
| 2010       | Dancing with the Stars                        |                                  | Tekmovalec                                                                            |
| 2010       | Celebrity Juice                               | Igral samega sebe                |                                                                                       |
| 2011       | It's Chris                                    | Pripovedovalec                   |                                                                                       |
| 2011       | Britain's Got Talent                          |                                  |                                                                                       |
| 2011       | Piers Morgan's Life Stories                   |                                  |                                                                                       |
| 2011       | Big Brother                                   |                                  | Sezona 13, promocija šova Same Name                                                   |
| 2011       | Same Name                                     |                                  |                                                                                       |
| 2011       | Chris Moyles' Quiz Night                      | The Hoff                         | Sezona 4, v vsaki epizodi je intervjuval znane goste                                  |
| 2011       | Ask Rhod Gilbert                              |                                  | Sezona 2, epizoda 1                                                                   |
| 2011       | Never Mind the Buzzcocks                      |                                  | Sezona 25, epizoda 1                                                                  |
| 2011       | Sons of Anarchy                               | Dondo Elgarian                   | Sezona 4, epizoda 5                                                                   |
| 2012       | The Christmas Consultant                      | Owen                             | Televizijski film                                                                     |
| 2012       | The Magicians                                 |                                  | Sezona 2, epizoda 2                                                                   |
| 2012       | The Celebrity Apprentice Australia            |                                  | Sezona 2                                                                              |
| 2013       | Promi Big Brother                             |                                  | Nemški televizijski šov                                                               |
| 2014       | Newsreaders                                   |                                  | 3 epizode                                                                             |
| 2015–danes | Hoff the Record                               | Igra samega sebe                 |                                                                                       |
| 2015       | David Hasselhoff Show                         |                                  | Finska pogovorna oddaja                                                               |
| 2015       | Sharknado 3: Oh Hell No!                      | Gilbert Grayson "Gil" Shepard    | Televizijski film                                                                     |
| 2015       | Kung Fury                                     | Hoff 9000 (glas)                 | Kratki film za internet                                                               |
| 2016       | Sharknado: The 4th Awakens                    | Gilbert Grayson "Gil" Shepard    | Televizijski film                                                                     |